# 4803-as mellékút (Magyarország)
A 4803-as mellékút egy közel 16 kilométeres hosszúságú, négy számjegyű mellékút Hajdú-Bihar vármegye területén: Földestől húzódik Derecskéig.

## Nyomvonala
Földes lakott területétől mintegy fél kilométerre északkeletre ágazik ki a 4805-ös útból, annak a 28+200-as kilométerszelvénye közelében, kelet-északkelet felé. Szinte végig külterületek között húzódik, és majdnem pontosan 4,5 kilométer megtételén jár túl, amikor keresztezi a Keleti-főcsatornát. A 7. kilométere közelében átszeli Derecske határát, majd 9,8 kilométer után felüljárón áthalad az M35-ös autópálya felett, annak 64+800-as kilométerszelvénye közelében; a folytatásában kissé északabbi irányt vesz. A 14+250-es kilométerszelvénye táján éri el Derecske belterületének nyugati szélét, ahol keletnek fordul, ugyanott csatlakozik hozzá nyugat felől egy, Hajdúszovát határszélétől (a 4805-ös és a 4802-es utak keresztezésétől)) idáig húzódó önkormányzati út. A Rákóczi út nevet felvéve húzódik a belterület központjáig, ahol véget is ér, beletorkollva a 47-es főútba, annak a 21+700-as kilométerszelvénye közelében.
Teljes hossza, az országos közutak térképes nyilvántartását szolgáló kira.kozut.hu adatbázisa szerint 15,803 kilométer.

## Története
A Kartográfiai Vállalat 1990-ben megjelentetett Magyarország autóatlasza a túlnyomó részét kiépített, portalanított útként tünteti fel, de egy rövid szakasza, mindkét végponti településtől nagyjából félúton, földútként jelölve szerepel.

## Települések az út mentén
- (Földes)
- Derecske